# Boopsoidea inornata
Boopsoidea inornata är en fiskart som beskrevs av Castelnau, 1861. Boopsoidea inornata ingår i släktet Boopsoidea och familjen havsrudefiskar. Inga underarter finns listade.